# Суємецька сільська рада
Суємецька сільська рада — колишня адміністративно-територіальна одиниця та орган місцевого самоврядування у Новоград-Волинському і Баранівському районах Волинської округи, Київської й Житомирської областей Української РСР та України з адміністративним центром у с. Суємці.

## Населені пункти
Сільській раді були підпорядковані населені пункти:
- с. Суємці
- с. Володимирівка

## Населення
Кількість населення ради станом на 1923 рік становила 2 239 осіб, кількість дворів — 462.
Відповідно до результатів перепису населення СРСР, кількість населення ради станом на 12 січня 1989 року становила 1 264 особи.
Станом на 5 грудня 2001 року, відповідно до перепису населення України, кількість мешканців сільської ради становила 1 007 осіб.

## Склад ради
Рада складалась з 12 депутатів та голови.

### Керівний склад сільської ради
| ПІБ                         | Основні відомості                                                                              | Дата обрання | Дата звільнення |
| --------------------------- | ---------------------------------------------------------------------------------------------- | ------------ | --------------- |
| Мельник Василь Васильович   | Сільський голова, 1961 року народження, освіта, член Партії промисловців і підприємців України | 26.03.2006   | 31.10.2010      |
| Мисько Олександр Васильович | Сільський голова, 1960 року народження, освіта, член Партії регіонів                           | 31.10.2010   |                 |

Примітка: таблиця складена за даними джерела

## Історія
Створена 1923 року в с. Суємці Смолдирівської волості Новоград-Волинського повіту Волинської губернії. З 1 жовтня 1941 року в підпорядкуванні ради значилося с. Володимирівка.
Станом на 1 вересня 1946 року сільська рада входила до складу Баранівського району Житомирської області, на обліку в раді перебували с. Суємці та хутір Володимирівка.
17 серпня 1964 року, відповідно до рішення Житомирського облвиконкому № 330 «Про зміни в адміністративно-територіальному поділі Бердичівського, Дзержинського і Новоград-Волинського районів», до складу ради включено села Зрубок та Мирославль ліквідованої Мирославльської сільської ради Новоград-Волинського району. 1 березня 1971 року, відповідно до рішення Житомирського облвиконкому № 91 «Про перенесення центру Лісівської сільради та зміни в адміністративному підпорядкуванні деяких населених пунктів Баранівського району», села Зрубок та Мирославль передані до складу Берестівської сільської ради Баранівського району.
На 1 січня 1972 року сільська рада входила до складу Баранівського району Житомирської області, на обліку в раді перебували села Володимирівка та Суємці.
Ліквідована 30 грудня 2016 року в зв'язку з об'єднанням до складу Баранівської міської територіальної громади Баранівського району Житомирської області.
Входила до складу Новоград-Волинського (7.03.1923 р., 30.12.1962 р.) та Баранівського (28.09.1925 р., 8.12.1966 р.) районів.